# Giải vô địch bóng rổ thế giới 2023 (Bảng M)
Bảng M là một trong bốn bảng đấu trong vòng phân hạng 17–32 của Giải vô địch bóng rổ thế giới 2023, diễn ra từ ngày 31 tháng 8 đến ngày 2 tháng 9 năm 2023, bao gồm 4 đội, 2 đội đứng cuối bảng A và 2 đội đứng cuối bảng B. Kết quả của giai đoạn vòng bảng cũng sẽ được tính vào bảng xếp hạng, các đội sẽ đối đầu với 2 đội của các bảng đấu khác. Tất cả các trận đấu của bảng diễn ra tại Đấu trường Araneta, Thành phố Quezon, Philippines. Đội đầu bảng sẽ được phân vào các vị trí từ 17 đến 20, đội nhì bảng sẽ được phân vào các vị trí từ 21 đến 24, đội đứng thứ ba sẽ được phân vào các vị trí từ 25 đến 28, đội cuối bảng sẽ được phân vào các vị trí từ 29 đến 32.

## Các đội tuyển bị loại ở giai đoạn vòng bảng
| Bảng đấu | Thứ ba bảng | Cuối bảng   |
| -------- | ----------- | ----------- |
| A        | Angola      | Philippines |
| B        | Nam Sudan   | Trung Quốc  |

## Bảng xếp hạng
| VT | Đội             | ST | T | B | ĐT  | ĐB  | HS  | Đ |
| -- | --------------- | -- | - | - | --- | --- | --- | - |
| 1  | Nam Sudan       | 5  | 3 | 2 | 456 | 431 | +25 | 8 |
| 2  | Philippines (H) | 5  | 1 | 4 | 398 | 419 | −21 | 6 |
| 3  | Angola          | 5  | 1 | 4 | 368 | 410 | −42 | 6 |
| 4  | Trung Quốc      | 5  | 1 | 4 | 379 | 473 | −94 | 6 |

1. 1 2 3  Hòa theo điểm đổi đầu. Điểm khác biệt về đối đầu giữa các đội: Philippines +11, Angola +3, Trung Quốc −14.

## Các trận đấu
Tất cả các trận đấu được diễn ra theo (UTC+8).

### Angola vs Trung Quốc
| 31 tháng 8 năm 2023 16:00 | Chi tiết | Angola                                                         | 76–83 | Trung Quốc                                             |  | Đấu trường Araneta, Thành phố Quezon Số khán giả: 3,179 Trọng tài: Yohan Rosso (Pháp), Mārtiņš Kozlovskis (Latvia), Martin Vulić (Croatia) |
| 31 tháng 8 năm 2023 16:00 | Chi tiết | Điểm mỗi set: 27–24, 18–21, 14–24, 17–14                       |       |                                                        |  | Đấu trường Araneta, Thành phố Quezon Số khán giả: 3,179 Trọng tài: Yohan Rosso (Pháp), Mārtiņš Kozlovskis (Latvia), Martin Vulić (Croatia) |
| 31 tháng 8 năm 2023 16:00 | Chi tiết | Điểm: Dundão17 Chụp bóng bật bảng: De Sousa 9 Hỗ trợ: Dundão 8 |       | Điểm: Hu 20 Chụp bóng bật bảng: Li 7 Hỗ trợ: Zhao R. 6 |  | Đấu trường Araneta, Thành phố Quezon Số khán giả: 3,179 Trọng tài: Yohan Rosso (Pháp), Mārtiņš Kozlovskis (Latvia), Martin Vulić (Croatia) |

### Nam Sudan vs Philippines
| 31 tháng 8 năm 2023 20:00 | Chi tiết | Nam Sudan                                                      | 87–68 | Philippines                                                   |  | Đấu trường Araneta, Thành phố Quezon Số khán giả: 9,250 Trọng tài: Guilherme Locatelli (Brasil), Gatis Saliņš (Latvia), Georgios Poursanidis (Hy Lạp) |
| 31 tháng 8 năm 2023 20:00 | Chi tiết | Điểm mỗi set: 34–17, 17–16, 9–17, 27–18                        |       |                                                               |  | Đấu trường Araneta, Thành phố Quezon Số khán giả: 9,250 Trọng tài: Guilherme Locatelli (Brasil), Gatis Saliņš (Latvia), Georgios Poursanidis (Hy Lạp) |
| 31 tháng 8 năm 2023 20:00 | Chi tiết | Điểm: Jones 17 Chụp bóng bật bảng: Gabriel 11 Hỗ trợ: Jones 14 |       | Điểm: Clarkson 24 Chụp bóng bật bảng: Edu 14 Hỗ trợ: Ravena 5 |  | Đấu trường Araneta, Thành phố Quezon Số khán giả: 9,250 Trọng tài: Guilherme Locatelli (Brasil), Gatis Saliņš (Latvia), Georgios Poursanidis (Hy Lạp) |

### Philippines vs Trung Quốc
| 2 tháng 9 năm 2023 20:00 | Chi tiết | Philippines                                                            | 96–75 | Trung Quốc                                        |  | Đấu trường Araneta, Thành phố Quezon Số khán giả: 11,080 Trọng tài: Mārtiņš Kozlovskis (Latvia), Kerem Baki (Thổ Nhĩ Kỳ), Martin Vulić (Croatia) |
| 2 tháng 9 năm 2023 20:00 | Chi tiết | Điểm mỗi set: 16–16, 23–24, 34–11, 23–24                               |       |                                                   |  | Đấu trường Araneta, Thành phố Quezon Số khán giả: 11,080 Trọng tài: Mārtiņš Kozlovskis (Latvia), Kerem Baki (Thổ Nhĩ Kỳ), Martin Vulić (Croatia) |
| 2 tháng 9 năm 2023 20:00 | Chi tiết | Điểm: Clarkson 34 Chụp bóng bật bảng: Edu 10 Hỗ trợ: Ramos, Thompson 4 |       | Điểm: Li 17 Chụp bóng bật bảng: Li 9 Hỗ trợ: Li 5 |  | Đấu trường Araneta, Thành phố Quezon Số khán giả: 11,080 Trọng tài: Mārtiņš Kozlovskis (Latvia), Kerem Baki (Thổ Nhĩ Kỳ), Martin Vulić (Croatia) |

### Angola vs Nam Sudan
| 2 tháng 9 năm 2023 16:00 | Chi tiết | Angola                                                          | 78–101 | Nam Sudan                                                      |  | Đấu trường Araneta, Thành phố Quezon Số khán giả: 4,136 Trọng tài: Gatis Saliņš (Latvia), Luis Castillo (Tây Ban Nha), Carlos Peralta (Ecuador) |
| 2 tháng 9 năm 2023 16:00 | Chi tiết | Điểm mỗi set: 16–30, 23–23, 18–20, 21–28                        |        |                                                                |  | Đấu trường Araneta, Thành phố Quezon Số khán giả: 4,136 Trọng tài: Gatis Saliņš (Latvia), Luis Castillo (Tây Ban Nha), Carlos Peralta (Ecuador) |
| 2 tháng 9 năm 2023 16:00 | Chi tiết | Điểm: Dundão 21 Chụp bóng bật bảng: Bango 13 Hỗ trợ: Domingos 8 |        | Điểm: Jones 26 Chụp bóng bật bảng: Gabriel 10 Hỗ trợ: Jones 15 |  | Đấu trường Araneta, Thành phố Quezon Số khán giả: 4,136 Trọng tài: Gatis Saliņš (Latvia), Luis Castillo (Tây Ban Nha), Carlos Peralta (Ecuador) |